# آکوامن
آکوامن (به انگلیسی: Aquaman) یک شخصیت خیالی ابرقهرمان در کتاب‌های کامیک آمریکایی منتشر شده توسط دی‌سی کامیکس است که لباسی شبیه به اسطوره‌های دریا و پادشاه دریاها و نیزه‌ای شبیه به نیزه فرمانروای دریا پوزئیدون دارد؛ و برای اولین بار، در شمارهٔ ۷۳ مجلهٔ کمیک‌های جالب (More Fun Comics) در نوامبر ۱۹۴۱ معرفی شد. وی همچنین پادشاه آتلانتیس و عضو گروه لیگ عدالت هست و با نیزهٔ سه شاخه آب را کنترل می‌کند. این واژه از دو بخش «آکوا» به معنی آب یا دریا، و «من» به معنای مرد تشکیل شده است.
آکوامن فرمانروای دورآگاه آتلانتیس و اقیانوس‌های واقع در کرهٔ زمین است، و به عنوان یک آتلانتین دارای قدرت و سرعت باورنکردنی و همچنین توانایی فرمان به تمامی موجودات دریایی است. فیزیولوژی منحصر به فردش به او اجازه بقا بر روی خشکی و همچنین فشار و دمای بالای اعماق اقیانوس‌ها را می‌دهد. او توسط وارثین سلطنتی‌اش با نام اورین، و به‌وسیلهٔ انسان‌های آموزش دهنده‌اش با نام آرتور کِری شناخته می‌شود. آکوامن با استفاده از توانایی‌های گسترده و نفوذ سیاسی خود برای محافظت از هر دو جهان به مبارزه می‌پردازد. او همچنین یکی از مؤسسین تیم لیگ عدالت آمریکا محسوب می‌شود. کتاب‌های کمیک آکوامن مملو از شخصیت‌های رنگارنگ دریایی و مکمل غنی است، از جمله مربی او ولکو، همسر قدرتمندش مرا، و افراد جانبی مختلف مانند آکوالد، آکواگرل و دلفین. از دشمنان اصلی او می‌توان به بلک مانتا و برادر ناتنی‌اش اوشن مستر اشاره کرد.
آلن ریچسون به ایفای نقش شخصیت آکوامن در مجموعه تلویزیونی اسمالویل پرداخته است و همچنین جیسون موموآ در دنیای توسعه‌یافته دی‌سی شامل فیلم‌های بتمن در برابر سوپرمن: طلوع عدالت (۲۰۱۶)، لیگ عدالت (۲۰۱۷) و نسخهٔ برش کارگردان لیگ عدالت زک اسنایدر، آکوامن (۲۰۱۸)، فلش (۲۰۲۳) و آکوامن و پادشاهی گم‌شده (۲۰۲۳) وظیفه بازی در این نقش را بر عهده داشت.

## توانایی‌ها و قدرت‌ها
آتلانتی‌ها گونه‌ای از بشریت به‌شمار می‌روند که از نظر زیست‌شناسی خود را با محیط و اعماق اقیانوس‌ها وفق دادند. این بدین معنی است که او قادر به تنفس در زیر آب، تحمل فشار و بقا در اعماق اقیانوس‌ها، شناگری ماهر و تنها قادر به صرف زمانی بسیار محدود خارج از محیط آب هستند. آن‌ها همچنین دارای قدرت، سرعت، استقامت و دوام ابرانسانی هستند که همین مسئله به آن‌ها اجازه بقا در اعماق اقیانوس‌ها را می‌دهد.
آکوامن قادر به تنفس در زیر آب و بر روی خشکی است و توانایی زنده ماندن در زمانی طولانی‌تر از یک آتلانتین معمولی را در خشکی دارد. او دارای حواس ابرانسانی از قبیل بینایی فوق‌العاده قوی (چشمان او قادر به دیدن ۶۰۰۰ فاتوم در عمق آب دریا هستند)، شنوایی و بویایی چندین برابر بیشتر از یک انسان معمولی است. او توانایی ارتباط مستقیم ذهنی با موجودات دریایی است و اخیراً محدودهٔ این ارتباط به قدری گسترده شده است که در واقع می‌تواند موجودات دریایی را بر خلاف اراده به اطاعت از خود وادارد.